# Invasion U.S.A. (1985)
Invasion U.S.A. is een Amerikaanse actiefilm uit 1985, geregisseerd door Joseph Zito.

## Synopsis
In het zuiden van Florida komt een groep Cubaanse communistische guerrilla's aan land. Ze staan onder leiding van de Russische Mikhail Rostov. Ze hebben als doel om de Verenigde Staten met terreuraanslagen te destabiliseren.
Voormalig C.I.A.-agent Matt Hunter wordt gevraagd om hen te stoppen maar hij weigert de opdracht. Als hij vervolgens zelf bijna wordt vermoord bedenkt hij zich en zet de aanval in. Hij hakt de ene guerrilla na de andere in de pan. Hierna worden de overgebleven guerrilla's in een val gelokt waarbij ze door het Amerikaanse leger worden omsingeld. Wel komt het nog tot een man-tegen-mangevecht tussen Hunter en Rostov. Hunter weet Rostov uit te schakelen waarna de rust terugkeert in het land.

## Rolverdeling
| Acteur        | Personage      |
| ------------- | -------------- |
| Chuck Norris  | Matt Hunter    |
| Richard Lynch | Mikhail Rostov |
| Dehl Berti    | John Eagle     |
| Billy Drago   | Mickey         |

## Trivia
- In een van de scènes is te zien hoe een woonwijk met raketwerpers onder vuur wordt genomen. Deze scène werd opgenomen in een woonwijk van Atlanta die toch afgebroken ging worden.
- In oktober 1985 kwam het verhaal van de film uit in boekvorm.